# Khamisoides
Genre
Khamisoides est un genre d'araignées aranéomorphes de la famille des Oonopidae.

## Distribution
Les espèces de ce genre sont endémiques des îles Vierges américaines.

## Liste des espèces
Selon World Spider Catalog (version 16.0, 14/07/2015) :
- Khamisoides calabash Platnick & Berniker, 2015
- Khamisoides edwardsi Platnick & Berniker, 2015
- Khamisoides muchmorei Platnick & Berniker, 2015

## Publication originale
- Platnick & Berniker, 2015 : The goblin spider genus Khamisia and its relatives (Araneae, Oonopidae). American Museum Novitates, no 3837, p. 1-66 (texte intégral).